# Georgi Grjasnow
Georgi (russisch Георгий, weltlicher Name Alexander Iwanowitsch Grjasnow Александр Иванович Грязнов; * 26. Januar 1934 in Bedrin bei Kowrow, Oblast Wladimir; † 1. April 2011 in Kaluga, Oblast Kaluga) war ein russisch-orthodoxer Geistlicher, Theologe und Erzbischof in Tscheljabinsk und Slatoust.

## Leben
Nach der Schule arbeitete er in der Landwirtschaft und diente in der sowjetischen Armee, bevor er ins Priesterseminar eintrat. 1962 beendete er sein Studium an der Moskauer Geistlichen Akademie. Am 26. November 1968 empfing er die Diakonweihe und am 28. August 1969 die Priesterweihe. 1970 wurde er zum Kandidaten der Theologie promoviert. Am 2. April 1972 wurde er Priestermönch mit dem Namen Georgi. 1973 wurde er in den Rang eines Abtes erhoben. Seit 1976 lehrte er als außerordentlicher Professor am Institut für Homiletik an der Moskauer Geistlichen Akademie. 1978 wurde er in den Rang eines Archimandrit erhoben. 1989 wurde er zum ersten Prorektor der Moskauer Geistlichen Akademie ernannt.
Durch Wahl der Heiligen Synode und Dekret des Patriarchen Pimen I., Patriarch von Moskau und ganz Russland und Oberhaupt der Russisch-Orthodoxen Kirche, wurde er am 10. April 1989 zum Bischof von Tscheljabinsk und Slatoust ernannt. Die Bischofsweihe wurde ihm am 22. April 1989 gespendet. Im Dezember 1996 bestellte ihn Patriarch Alexius II. zum Bischof von Ljudinowo, Weihbischof von Kaluga und Borowsk. Am 25. Februar 2005 wurde er in den Rang eines Erzbischofs erhoben.
Er wurde mehrfach geehrt, unter anderem mit dem Russischen Orden des Heiligen Georg und dem Sergius-von-Radonesch-Orden.